# Tom Curren
Thomas Curren (Santa Bárbara, Califórnia), é um surfista americano.
Filho do lendário big-rider Pat Curren (um dos desbravadores de Waimea Bay), foi o primeiro americano campeão mundial de surfe, tendo conquistado o primeiro de seus três títulos em 1985.
Surfava desde garoto as ondas da praia de Rincon. Foi campeão mundial do surfe três vezes - 1985, 1986, 1990 e ganhou 33 eventos de campeonato em sua carreira profissional. Ele alcançou o status quase mítico tanto para sua unidade competitiva quanto para seu estilo de surf suave e poderoso.  Ele liderou a revolução do surf no início dos anos 80 e inspirou muitos surfistas hoje, mostrando-lhes como surfar uma onda. Curren é um estudo fascinante em contradições; Ele tem um estilo de surf que combina manobras lisas, rítmicas, sem costura, velocidade de cegueira, potência bruta e voltas de verificação únicas e inglês corporal.
Em 1990, no Rio Margaret, Curren surfou uma onda por todo o caminho da zona de decolagem até o Rivermouth - aproximadamente um passeio de 1200 pés. Ele então teve que voltar para Mainbreak do Rivermouth para voltar a entrar no surf. Aqueles que o viram dizem que nunca foi repetido, dentro ou fora da competição.
Se aposentou do surf competitivo em meados da década de 1990.
Curren ainda surfa em concursos na ASP World Qualifying Series (WQS.) Ele também é freqüentemente convidado a surfar nas competições de [[Tour do campeonato mundial (WCT)], (WCT) ou competições como um curinga. Ele competiu no Concurso Anual de Surfe Bro-Am Surffoot por três anos.